# جبريل جونز
جبريل جونز (بالإنجليزية: Gabriel Jones)‏ هو محامي أمريكي، ولد في 17 مايو 1724، وتوفي في 1 أكتوبر 1806.